# Schönburg (Saale)
Schönburg (Saale) é um município da Alemanha, situado no distrito de Burgenlandkreis, no estado de Saxônia-Anhalt. Tem 14,83 km² de área, e sua população em 2019 foi estimada em 1.050 habitantes.